# Бурдж-аль-Араб
Бурдж-аль-Ара́б (араб. برج العرب «Арабська башта»/«башта арабів») — готель у місті Дубай, ОАЕ. Висота 60-поверхового готелю становить 321 метр, він був найвищим готелем у ОАЕ, до 2008 року, коли було відкрито готель Башта Троянди, теж розташований у Дубаї. Будівля готелю розташована посеред моря на відстані 280 метрів від берега, та з'єднана з ним за допомогою моста.
Будівництво готелю розпочалося в 1994 році і для відвідувачів він був відкритий 1 грудня 1999 року. Готель був збудований у вигляді вітрила арабського човна дау. Інколи Бурдж-аль-Араб помилково описують як «семизірковий готель», проте існує лише 5-зіркова система рейтингу готелів і відповідно до офіційного сайту, «Бурдж-аль-Араб» — п'ятизірковий делюкс.

## Характеристика готелю
Будівля стоїть в морі на відстані 280 метрів від берега на штучному острові, з'єднаному з землею за допомогою моста. Маючи висоту 321 метр, будівля нещодавно втратила статус найвищого готелю у світі, оскільки у квітні 2008 року, тут же, в Дубаї, відкрився готель Башта Троянди заввишки 333 метри. Будівництво готелю розпочалося у 1994 році, для відвідувачів він відкрився 1 грудня 1999 року. Готель був побудований у вигляді вітрила дау, традиційного арабського судна. Ближче до верху знаходиться вертолітний майданчик, а з іншого боку — ресторан «Аль-Мунтаха» (араб. Найвищий), обидва підтримуються консольними балками.
Хол готелю складається з двох поверхів. На першому поверсі здійснюється реєстрація осіб, що проживають у готелі, на другому поверсі холу розташовані магазини і кафе, а також коридор, який веде до швидкісних ліфтів. У холі коридору, на підлозі, є унікальна мозаїка. Підйом на другий поверх здійснюється за допомогою ескалаторів, з правого боку здійснюється підйом вгору, а з лівого — вниз. Поруч з ескалаторами в стіні вмонтовані акваріуми, а між ними знаходиться ступінчастий струменевий фонтан з підсвічуванням. У «Бурдж-аль-Араб» немає звичайних кімнат; він розділений на 202 двоповерхових номери. Найменший займає 169, а найбільший — 780 м². Це один з найдорожчих готелів у світі. Ціна за ніч коливається від 1 тис. до 15 тис. доларів США, а ціна ночі в Royal Suite — близько 28 тис.
- Готель характеризує себе як семизірковий, характеристика є гіперболою і спробою вийти з розряду готелів, які характеризують себе як шестизіркові. Формально у всіх систем рейтингу готелів максимальний ранг — 5 зірок. Згідно з офіційним сайтом, «Бурдж-аль-Араб» — п'ятизірковий делюкс.
- В інтер'єрі «Бурдж-аль-Араб» було використано близько 8 тис. квадратних метрів 22-каратного сусального золота. Всі номери обладнано за останнім словом техніки і дизайну, пропонуються найвищий рівень розкоші і комфорту. Знадинка всіх номерів — величезні вікна на всю стіну, що відкривають вид на море.
- Один з ресторанів готелю, «Аль-Мунтаха», знаходиться на висоті 200 метрів над Перською затокою, і з нього відкривається вигляд на місто Дубай. Підйом на нього здійснюється панорамним ліфтом.
- Інший ресторан, «Аль-Махара», в який відвідувачів доставляють на судні, що імітує підводний човен, містить величезний акваріум з морською водою місткістю більше мільйона літрів. Стінки бака зроблені з плексигласу (для зниження збільшувального ефекту) товщиною близько 18 см. Цей ресторан за оцінкою журналу Conde Nast Traveler названий одним з найкращих ресторанів світу.

## Галерея

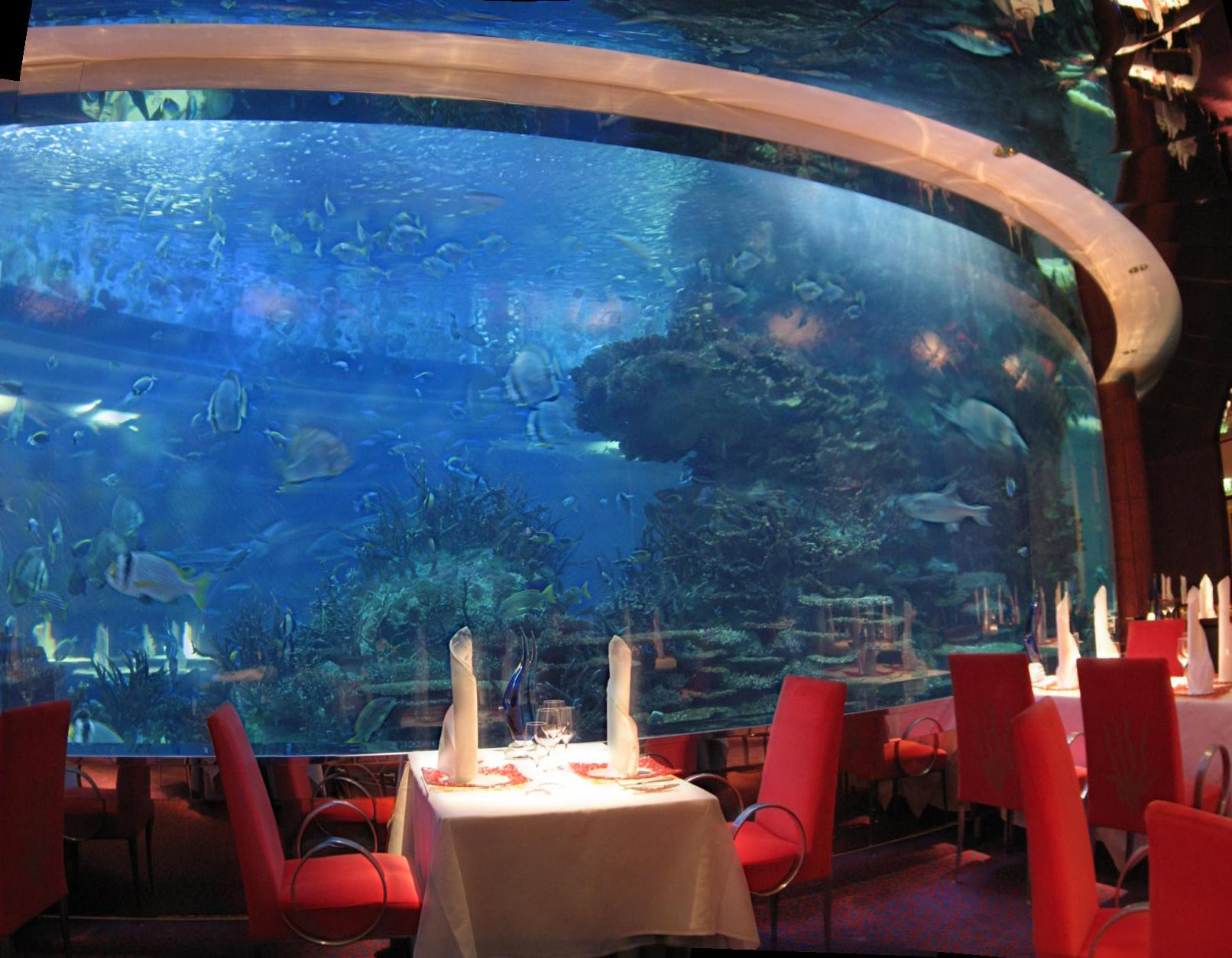
Ресторан «Аль Махара»